# 5615 Iskander
Az 5615 Iskander (ideiglenes jelöléssel 1983 PZ) a Naprendszer kisbolygóövében található aszteroida. Ljudmila Georgijevna Karacskina fedezte fel 1983. augusztus 4-én.